# Talmas
Talmas és un municipi francès situat al departament del Somme i a la regió dels Alts de França. L'any 2007 tenia 1.086 habitants.

## Demografia

### Població

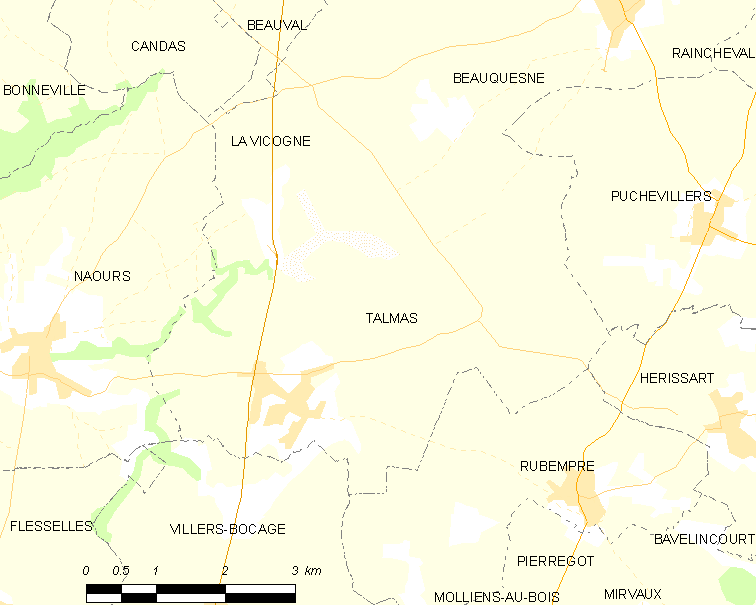

El 2007 la població de fet de Talmas era de 1.086 persones. Hi havia 384 famílies de les quals 60 eren unipersonals (20 homes vivint sols i 40 dones vivint soles), 128 parelles sense fills, 188 parelles amb fills i 8 famílies monoparentals amb fills.

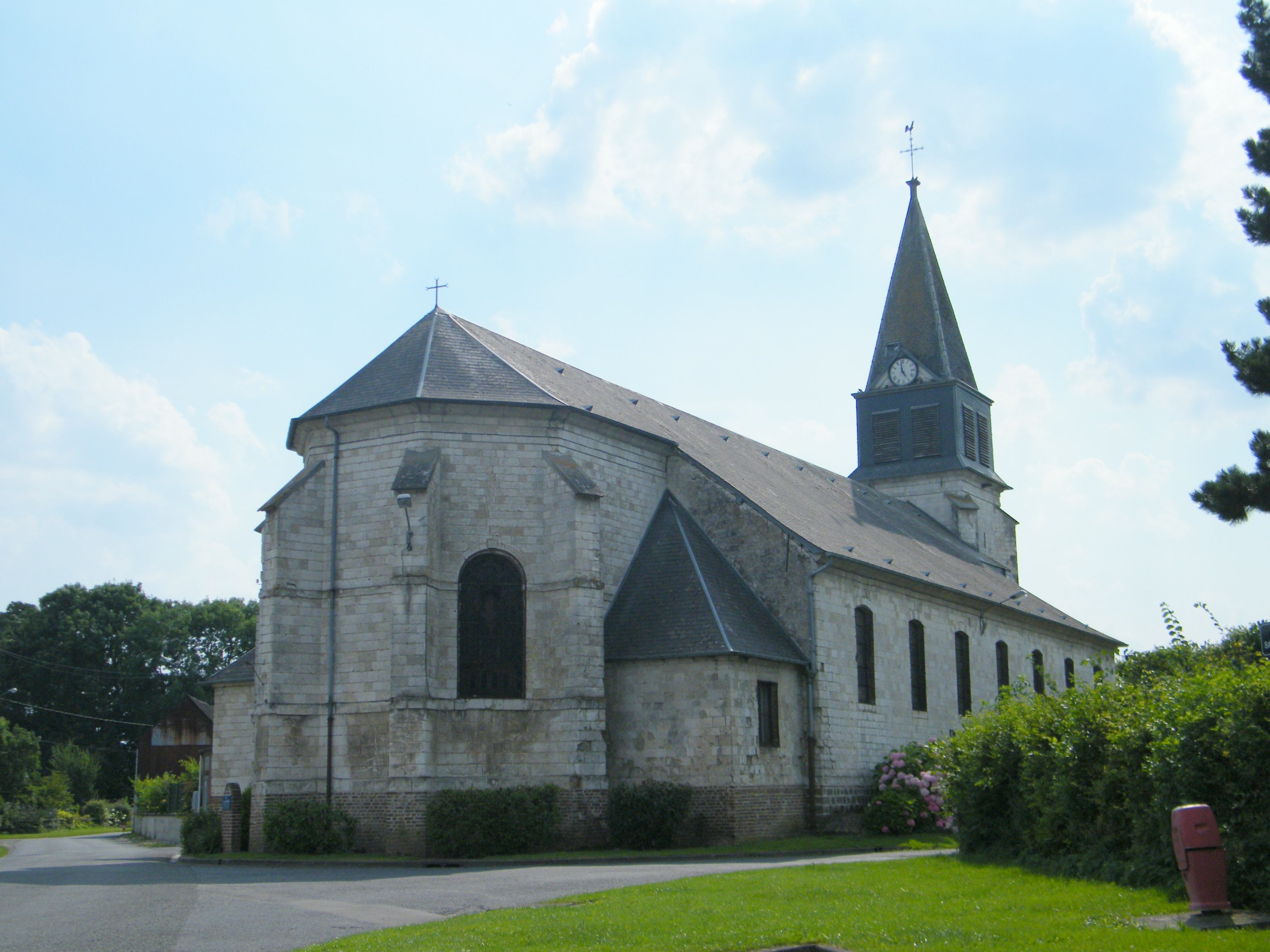

La població ha evolucionat segons el següent gràfic:
Habitants censats

### Habitatges

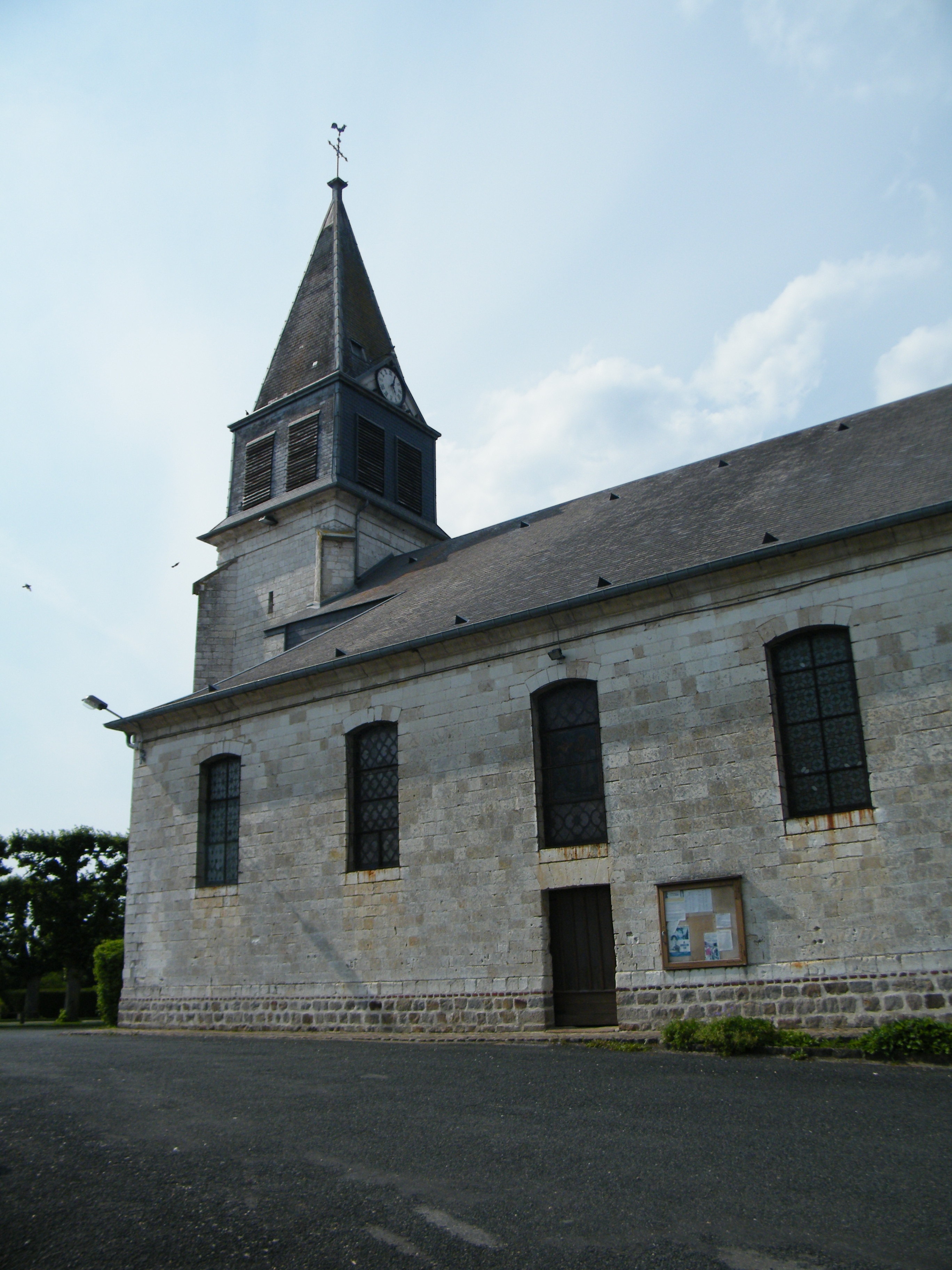

El 2007 hi havia 401 habitatges, 384 eren l'habitatge principal de la família, 6 eren segones residències i 11 estaven desocupats. 390 eren cases i 11 eren apartaments. Dels 384 habitatges principals, 335 estaven ocupats pels seus propietaris, 39 estaven llogats i ocupats pels llogaters i 10 estaven cedits a títol gratuït; 2 tenien una cambra, 10 en tenien dues, 42 en tenien tres, 87 en tenien quatre i 243 en tenien cinc o més. 331 habitatges disposaven pel capbaix d'una plaça de pàrquing. A 138 habitatges hi havia un automòbil i a 219 n'hi havia dos o més.

### Piràmide de població
La piràmide de població per edats i sexe el 2009 era:
| Homes | Edats   | Dones |
| ----- | ------- | ----- |
| 0     | 95 o +  | 4     |
| 0     | 90 a 94 | 0     |
| 4     | 85 a 89 | 0     |
| 0     | 80 a 84 | 4     |
| 16    | 75 a 79 | 8     |
| 24    | 70 a 74 | 20    |
| 24    | 65 a 69 | 12    |
| 24    | 60 a 64 | 24    |
| 20    | 55 a 59 | 20    |
| 32    | 50 a 54 | 44    |
| 44    | 45 a 49 | 32    |
| 64    | 40 a 44 | 56    |
| 48    | 35 a 39 | 44    |
| 28    | 30 a 34 | 40    |
| 28    | 25 a 29 | 32    |
| 20    | 20 a 24 | 20    |
| 40    | 15 a 19 | 32    |
| 48    | 10 a 14 | 52    |
| 48    | 5 a 9   | 48    |
| 28    | 0 a 4   | 24    |

## Economia

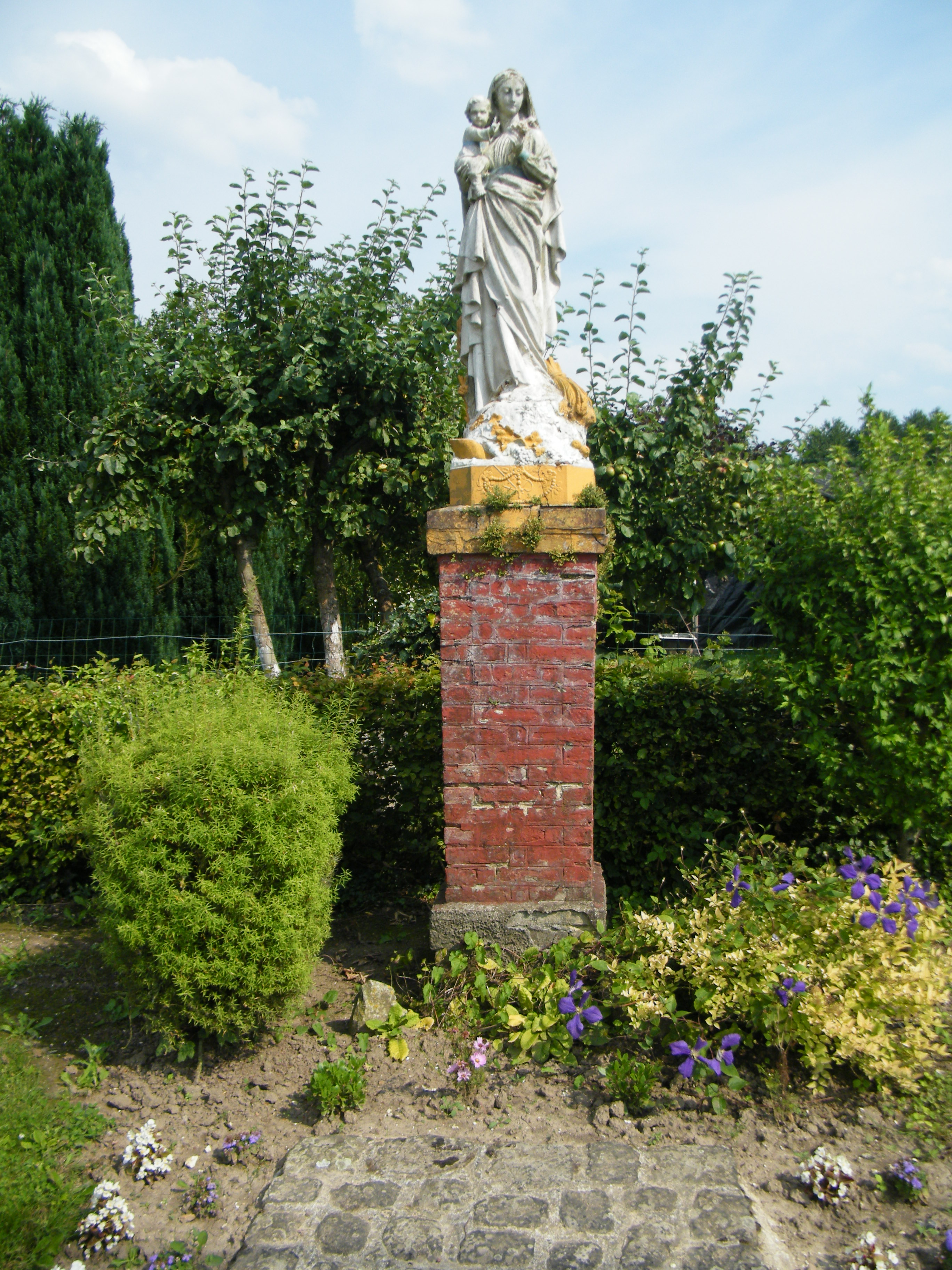

El 2007 la població en edat de treballar era de 754 persones, 552 eren actives i 202 eren inactives. De les 552 persones actives 505 estaven ocupades (278 homes i 227 dones) i 47 estaven aturades (20 homes i 27 dones). De les 202 persones inactives 69 estaven jubilades, 94 estaven estudiant i 39 estaven classificades com a «altres inactius».

### Ingressos
El 2009 a Talmas hi havia 404 unitats fiscals que integraven 1.102 persones, la mediana anual d'ingressos fiscals per persona era de 20.860,5 €.

### Activitats econòmiques
Dels 33 establiments que hi havia el 2007, 1 era d'una empresa extractiva, 1 d'una empresa alimentària, 1 d'una empresa de fabricació de material elèctric, 1 d'una empresa de fabricació d'altres productes industrials, 5 d'empreses de construcció, 6 d'empreses de comerç i reparació d'automòbils, 4 d'empreses de transport, 2 d'empreses d'hostatgeria i restauració, 5 d'empreses immobiliàries, 3 d'empreses de serveis, 3 d'entitats de l'administració pública i 1 d'una empresa classificada com a «altres activitats de serveis».
Dels 7 establiments de servei als particulars que hi havia el 2009, 1 era un taller de reparació d'automòbils i de material agrícola, 1 paleta, 1 fusteria, 1 lampisteria, 1 empresa de construcció, 1 perruqueria i 1 restaurant.
Dels 5 establiments comercials que hi havia el 2009, 1 era un hipermercat, 1 una botiga de menys de 120 m², 1 una fleca, 1 una botiga d'electrodomèstics i 1 una botiga de material de revestiment de parets i terra.
L'any 2000 a Talmas hi havia 26 explotacions agrícoles que ocupaven un total de 1.365 hectàrees.

## Equipaments sanitaris i escolars
El 2009 hi havia una escola elemental.

## Poblacions més properes
El següent diagrama mostra les poblacions més properes.